# ممثلية سلطنة عمان لدى دولة فلسطين
ممثلية سلطنة عمان لدى دولة فلسطين هي الممثلية الدبلوماسية العُليا لسلطنة عُمان لدى دولة فلسطين.

## التاريخ
افتتحت الممثلية في البداية في مدينة غزة عام 1996، لكنها قامت بإغلاقها عام 2006 نتيجة استمرار القصف الإسرائيلي لقطاع غزة.
أعلنت وزارة الخارجية العُمانية في 26 يونيو 2019 عن نيتها إعادة افتتاح الممثلية مرة أخرى، كما اتخذت من مدينة رام الله مقرًا لها. وفي 30 أكتوبر 2019 باشرت الممثلية العمل وسلم سالم بن حبيب العميري أوراق اعتماده إلى وزير الخارجية الفلسطيني.

## قائمة الممثلون
| الترتيب | رئيس البعثة الدبلوماسية                        | تاريخ الاعتماد الدبلوماسي | تاريخ الانتهاء | سُلطان عُمان    | رئيس دولة فلسطين | ملاحظات |
| ------- | ---------------------------------------------- | ------------------------- | -------------- | ------------- | ---------------- | --- |
|         | مجهول                                          |                           | 2006           | قابوس بن سعيد | ياسر عرفات       | أغلقت عام 2006 |
|         | سالم بن حبيب بن سلام العميري (قائم بالأعمال)   | 30 أكتوبر 2019            | يوليو 2024     | قابوس بن سعيد | محمود عباس       | في 14 يوليو 2024، منحه الرئيس عباس وسام الاستحقاق والتميز وذلك: «تقديراً لدوره المتميز في تعزيز علاقات الاخوة والتعاون بين فلسطين وسلطنة عُمان، وتمثيناً لجهوده في دعم الشعب الفلسطيني ونصرة قضيته العادلة لنيل الحرية والاستقلال.» |
|         | عبد الله بن عمر بن سالم الحداد (قائم بالأعمال) | 19 أغسطس 2024             | لا يزال        | هيثم بن طارق  | محمود عباس       | |

## وصلات خارجية
- الموقع الرسمي